# 佐藤計量器製作所
株式会社佐藤計量器製作所（さとうけいりょうきせいさくしょ）は、東京都千代田区に本社を置く計量器メーカー。

## 主要製品
- 環境測定器
- 象計器測定器
- メカニカル温度計
- 温度センサ
- その他

## 会社概要
- 名称：株式会社佐藤計量器製作所
- 本社：〒101-0037　東京都千代田区神田西福田町3